# Parelgras
Parelgras (Melica) is een geslacht van planten uit de grassenfamilie (Poaceae) en omvat ongeveer 96 soorten. 
Parelgrassen zijn vaste planten, die pollen of losse zoden vormen, vaak met ondergrondse uitlopers. De bladeren zijn vlak of gevouwen en tot 30 cm lang. De halmen worden tot 100 cm lang. De knopen zijn meestal kaal.
De bloeiwijze is trosvormig of weinig vertakt met een niet opgeblazen as. De vijfnervige kelkkafjes zijn ongeveer even lang als het aartje. Het aartje bestaat uit één of twee tweeslachtige bloemen met daarnaast een gesteelde, knotsvormige, steriele bloem.

## Soorten
Enkele soorten zijn:
- Melica nutans, knikkend parelgras
- Melica transsilvanica, gewimperd parelgras
- Melica uniflora, enkelbloemig parelgras

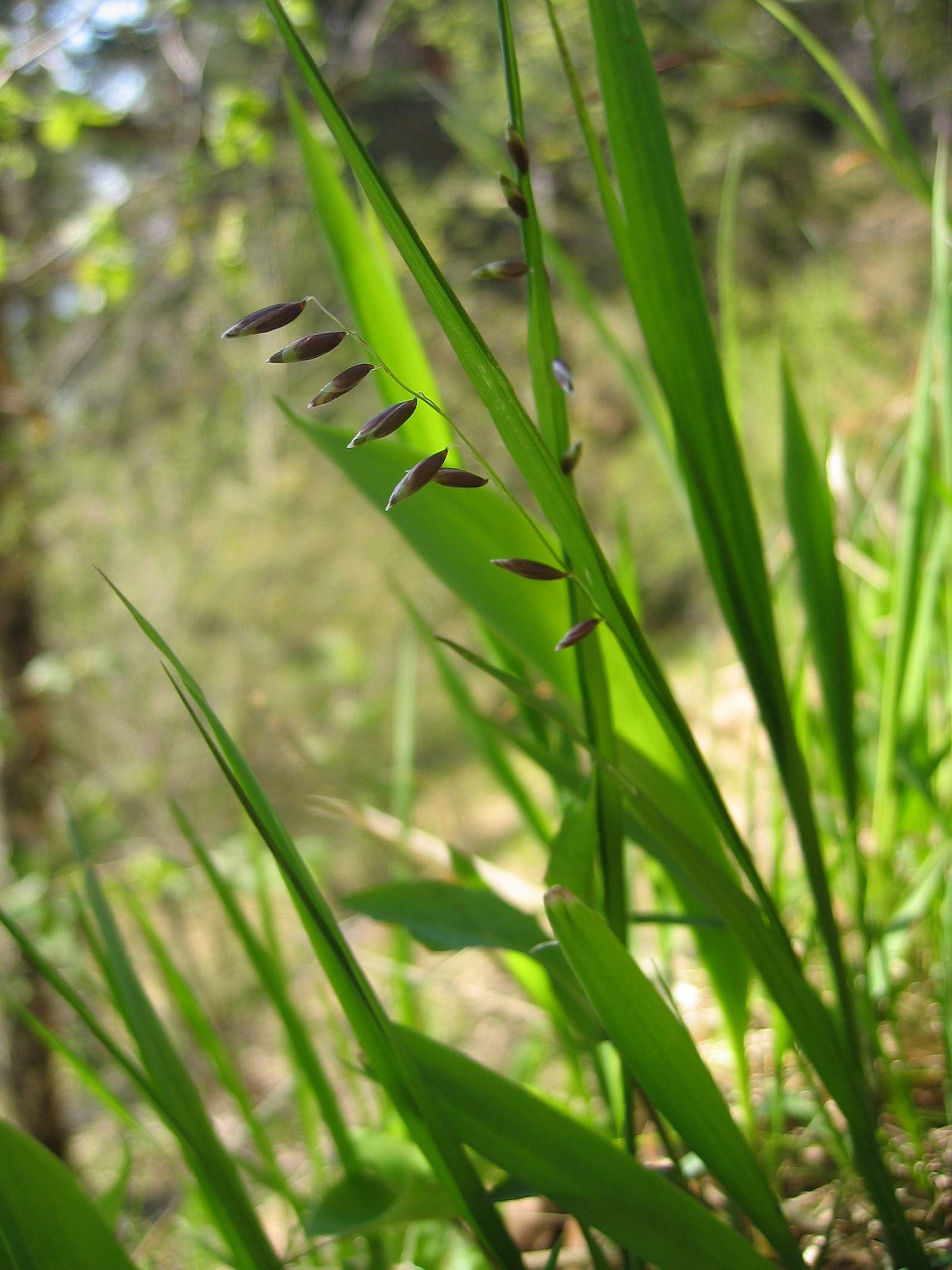
Knikkend parelgras